# Chapelle de la Sainte-Trinité de Marche-en-Famenne
La chapelle de la Sainte-Trinité est un édifice religieux catholique sis à Marche-en-Famenne, en Belgique. Construite en style renaissance sur une légère élévation schisteuse, et datant de 1610, elle fait partie d’un ensemble – longue allée de tilleuls, monument, sépulture, et chemin de croix – qui furent classés au patrimoine immobilier de Wallonie.  

## Histoire
La ‘Butte de Cornimont’, une légère élévation boisée, sise au sud-ouest de la ville de Marche-en-Famenne, semble avoir été le lieu d’activités religieuses, païennes et autres, depuis des temps trias anciens.  Ce fut semble-t-il un lieu de pèlerinages et surtout un ‘ sanctuaire à répit’, lieu où des parents venaient présenter leurs bébés mort-nés dans l'espoir que l'enfant donne un dernier signe de vie, qui permette de lui donner le baptême ‘in extremis’ et ainsi sauver son âme. Il semblerait aussi que le site ait servi à l'accomplissement de peines de justice imposées à des condamnés. 

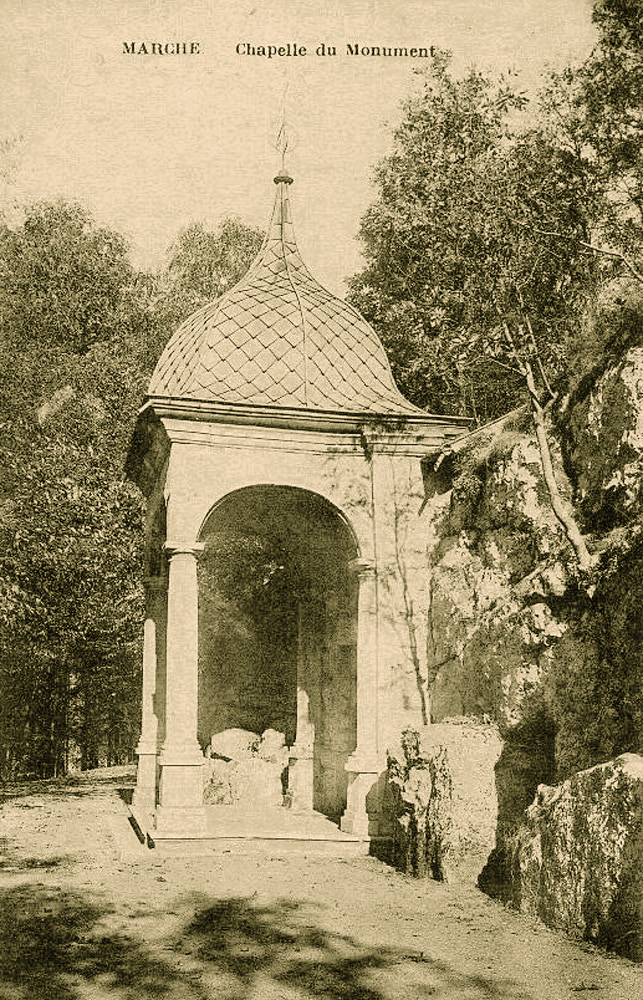
Sur le site: la chapelle du Saint-Sépulcre (ancienne photo)

Peut-être est-ce pour cette raison que l'on bâtit, en 1610, une chapelle en pierre bleue de style Renaissance, à laquelle vinrent s'ajouter en 1642, le long de l'allée de tilleuls, les stations du chemin de croix. La longue allée elle-même, bordée de tilleuls centenaires, date de la fin du XVIe siècle.  Outre la chapelle de la Sainte-Trinité le site comprend un monument funéraire (1715) du XVIIIe siècle, un calvaire et une chapelle du Saint-Sépulcre. Il est possible que le lieu ait servi d’ermitage, l'ermite étant chargé d'assurer les soins pastoraux aux pèlerins. 
L'ensemble du site – chapelle, sépulture, allée de tilleuls et alentours - ont été classés au patrimoine de Wallonie, en 1953 et en 1976.